# 六連島

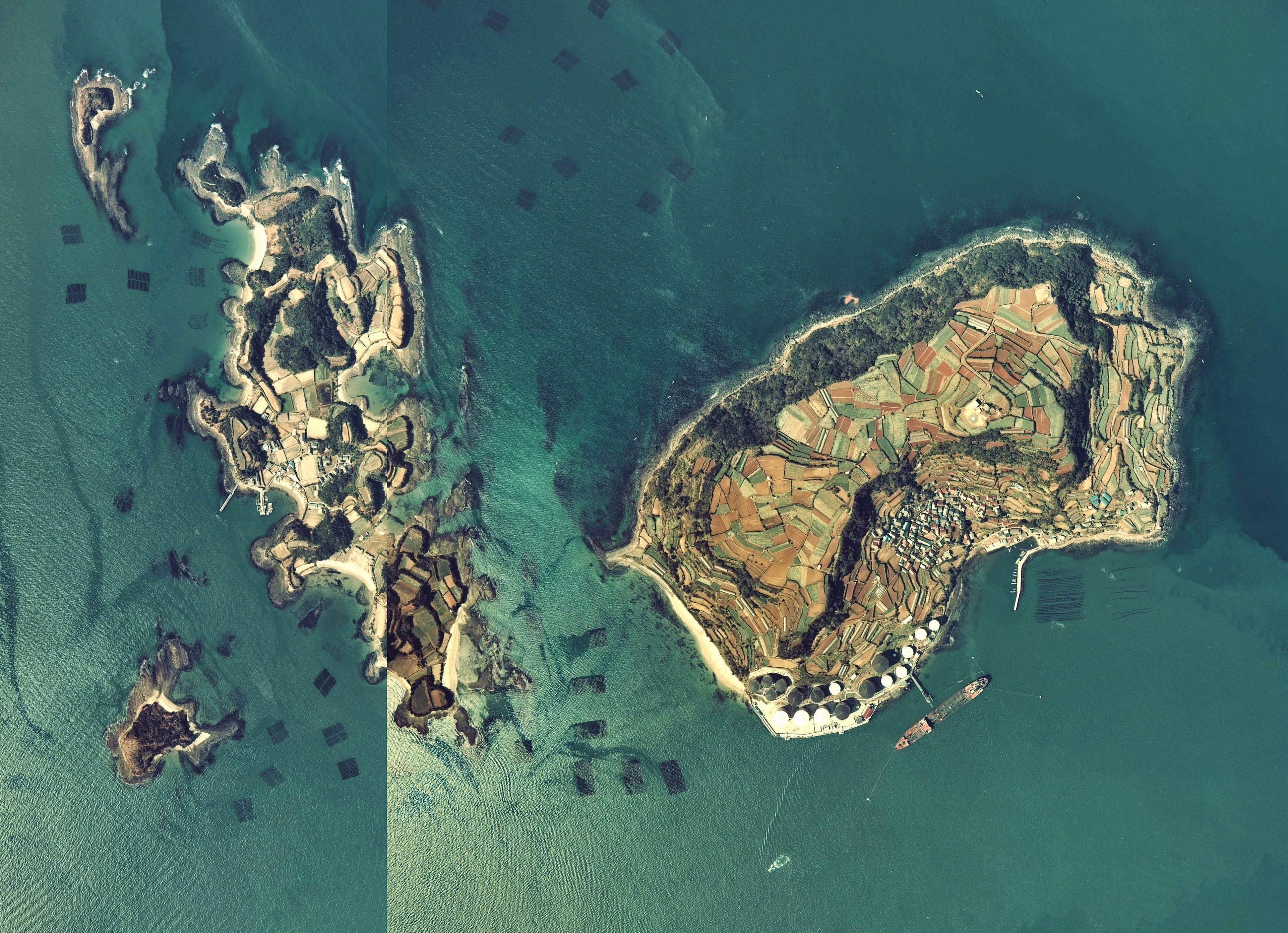
1974年（昭和49年）撮影の2枚を合成作成。
馬島は福岡県北九州市小倉北区に属する。この2島間に山口県と福岡県の県境がある。

六連島（むつれじま）は、山口県下関市の響灘諸島に属する島である。

## 概要
下関市の西約4キロメートルに位置し、彦島の北西約5キロメートルに浮かぶ溶岩台地の島。面積0.69平方キロメートル、周囲3.9キロメートル、最高地点の標高104メートル。2019年（平成31年）4月1日の住民基本台帳によると、人口は90人、世帯数は42世帯。
六連島の隣約300メートルに福岡県北九州市小倉北区の馬島がある。馬島は六連島との対比より江戸時代には別名「小六連島」と呼ばれた。この両島間の海峡が県境となる。
六連島の地質は第三紀層および火山活動によりその地層を貫いて中央に噴出した玄武岩からなる。溶岩台地で水はけがよく、気候も温暖なことから、野菜のほか草花のハウス栽培がなされている。

## 歴史
縄文時代後・晩期、弥生時代前・中期、古墳時代におよぶ遺物が、1955年（昭和30年）、六連島南西部の音次郎地区より発見されており、音次郎遺跡（六連島遺跡）と称される。
日本書紀の仲哀紀（巻第八 仲哀天皇 足仲彦天皇）には「没利島（もとり〈もつり〉しま）」として登場し、平安中期の能因歌枕には「牟都留能志麻」と表記されている。
1872年1月（明治4年11月）に、イギリス帝国の技術を導入した、高さ約11メートルの洋式石造の六連島灯台が建設され、7月（明治5年6月）に西国行幸中の明治天皇が視察している。
戦前には、下関要塞地帯の一角として砲台が築かれ、第二次世界大戦中には高射砲部隊も駐留していた。島の最高所には、2009年（平成21年）まで海上自衛隊六連警備所が置かれていた。六連警備所の先に、前述の六連島灯台がある。漁港脇には大東タンクターミナル株式会社六連油槽所があり、大小合計19基の石油タンクが設置される。

## 島名
六連島の名のいわれには次の3つがある。
1. 周囲に馬島、金崎島、片島、和合良島など大小6つの島が連なっているためという説[12]。
2. 6人の入植者がこの島の土地を分けるために縄で島を6等分したという説[12]。
3. 韓国語の「モッアール（ムツアル[8]、集落）」が転訛したという説[12]。

このほか、日本書紀にある「没利」を「六連」の字に改めたことが考えられる。
また、島の形がカニの甲に似ることから「蟹島」とも呼ばれた。

## 産業
六連島は瓶詰めウニの発祥の地として知られる。
農業、特に草花のハウス栽培が盛んであり、花卉（かき）運搬船で下関市や北九州市の市場に出荷されている。

## 交通
下関市竹崎町の竹崎桟橋より、下関市営渡船にて1日4往復（夏季5往復）、定期連絡船が運航されている。
所要時間約20分。現在、運賃は大人370円、子供190円。

## 名所
- 六連島灯台 - 1872年設置。下関市指定文化財。
- 六連島の雲母玄武岩 - 国の天然記念物。

## 施設
- 六連島漁港
- 大東タンクターミナル六連油槽所